# مجزرة بشتآشان
مجزرة مجزرة بشتآشان كانت هجومًا على مقر الحزب الشيوعي العراقي في باشتآشان، كردستان العراق، حيث قتل الاتحاد الوطني الكردستاني أكثر من 150 عضوًا من الحزب، مما أضعف هذه المجموعة بشكل كبير. هذا الحدث يُعتبر واحدًا من الانتهاكات الخطيرة لحقوق الإنسان في تاريخ العراق الحديث، وله تأثيرات كبيرة على العلاقات السياسية في المنطقة.

## المجزرة
عقد الحزب الشيوعي العراقي صفقة مع الاتحاد الوطني الكردستاني، أحد الفصيلين الرئيسيين الأكراد. ومع ذلك، بعد أسبوعين، قام الحزب الشيوعي العراقي بتحويل تحالفه إلى الخصم التقليدي للاتحاد الوطني الكردستاني، وهو الحزب الديمقراطي الكردستاني. كان هذا التحول في التحالف ناتجًا عن استعداد الحزب الديمقراطي الكردستاني لإبرام اتفاق سلام مع صدام حسين. ونتيجة لذلك، وُضعت الأنصار في خط النار بين الحزبين الكرديين المتحاربين.
في مايو 1983، دخلت قوات الأنصار منطقة باشتآشان، وهي منطقة تدعيها كل من الاتحاد الوطني الكردستاني والاتحاد الوطني الكردستاني. شنت قوات الاتحاد الوطني الكردستاني هجومًا على مقر الحزب الشيوعي العراقي في بشتآشان، وارتكبت مجزرة ضد 150 من مقاتلي الأنصار وأعضاء الحزب الشيوعي العراقي. كما دمرت المحطة الإذاعية التي يديرها الحزب الشيوعي العراقي في المنطقة، واستولى الاتحاد الوطني الكردستاني على الذخائر وإمدادات الطعام. تم القبض على عدة أعضاء من الحزب الشيوعي العراقي، بما في ذلك أعضاء من المكتب السياسي للحزب، من قِبل الاتحاد الوطني الكردستاني. تسببت هذه المجزرة في إضعاف الأنصار بشكل كبير كقوة حرب عصابات فعالة.
داخل الحزب الشيوعي العراقي – القيادة المركزية (وهو فصيل انشق عن الحزب الشيوعي العراقي نتيجة اعتراضه على التحالف بين الحزب الشيوعي العراقي وحزب البعث بقيادة صدام حسين)، تم تقديم مزاعم بأن مجزرة بشتآشان قد تم استفزازها عمدًا من قبل قيادة الحزب الشيوعي العراقي. ووفقًا لهذه المزاعم، استخدمت القيادة هذه الأحداث لإزالة المعارضة الداخلية في الحزب التي كانت تطالب بعقد مؤتمر حزبي جديد. ومع ذلك، تُعتبر هذه المزاعم ضعيفة ولم تحظ بتأييد واسع.